# 菲律賓擬鯥
菲律賓擬鯥（学名：Parascombrops philippinensis），又名菲律賓尖牙鱸、腹棘尖牙鱸、深水天竺鯛、深水大面側仔，为輻鰭魚綱鱸形目鱸亞目發光鯛科拟鯥属下的一个种，深度186-220公尺，分布於印度西太平洋阿拉弗拉海至澳洲北部海域，體長可達13公分，棲息在大陸棚及大陸坡，生活習性不明。

## 扩展阅读
- 維基物種上的相關：菲律賓尖牙鱸